# Aleksandra Avramović
Aleksandra Avramović (Priboj, 3 luglio 1982) è un'ex pallavolista serba.
Giocava nel ruolo di centrale.

## Carriera
La carriera di Aleksandra Avramović inizia nel 1995 nella squadra della sua città, lo Jedinstvo Užice. Resta legata al club fino al 2004, vincendo sei volte il campionato serbo-montenegrino e cinque volte la coppa nazionale. Sempre nel 2004, debutta anche con la nazionale serbo-montenegrina.
Tra il 2004 ed il 2007 gioca nel Clubul Sportiv Universitar Metal Galați, con cui vince anche un campionato rumeno. Nella stagione 2007-08 gioca nel San Vito Volley, squadra della Serie A2 italiana, concludendo la stagione con la salvezza. Nel 2008 torna in Serbia e gioca per l'Odbojkaški Klub Poštar 064, vincendo il campionato e la coppa nazionale. A causa dei problemi economici del club, cambia squadra e viene ingaggiata dal Rabitə Bakı Voleybol Klubu, con cui si aggiudica il campionato azero.
Nella stagione 2010-11 viene ingaggiata dal Nilüfer Belediye Spor Kulübü ed in quella successiva torna allo Jedinstvo Užice.

## Palmarès

### Club
- Campionato serbo-montenegrino: 6

1995-96, 1996-97, 1997-98, 1998-99, 1999-00, 2000-01
- Campionato rumeno: 1

2006-07
- Campionato serbo: 1

2008-09
- Campionato azero: 1

2009-10
- Coppa di Serbia e Montenegro: 5

1996, 1997, 1998, 1999, 2003
- Coppa di Serbia: 1

2008-09